# Dolní Předměstí (Trutnov)
Dolní Předměstí je část okresního města Trutnov. Nachází se na východě Trutnova. V roce 2009 zde bylo evidováno 337 adres. V roce 2001 zde trvale žilo 2895 obyvatel.
Na Dolním Předměstí se nacházejí např. trutnovské čtvrti Česká čtvrť (východní část), Nové Dvory, Smeťák (Stadion II), Úpské nábřeží (Stadion I), Výsluní a Zelený Kopec (část).
Dolní Předměstí leží v katastrálním území Trutnov o výměře 11,15 km2.